# Segunda década de la traducción automática
En 1951 el prestigioso Instituto de Tecnología de Massachusetts (MIT) puso a uno de sus especialistas, Yehoshua Bar-Hillel, a trabajar con dedicación exclusiva en TA (Traducción Automática). Un año más tarde se organizó el primer simposio de la TA, con temas como los lenguajes controlados, los sublenguajes, la necesidad de la sintaxis, o la posibilidad de prescindir de la intervención humana. La primera demostración pública de un traductor automático se llevó a cabo en 1954, en la Universidad de Georgetown, con ayuda de International Business Machines (IBM) y la participación del investigador Leon Dostert. Se seleccionaron cuidadosamente 49 oraciones en ruso que se tradujeron al inglés con un vocabulario de 250 palabras y 6 reglas gramaticales. El éxito mediático de la demostración fue notable y en los Estados Unidos se dedicaron importantes partidas presupuestarias (la mayoría aportadas por el Ministerio de Defensa) para traducir del ruso, francés y alemán. Fue un momento de euforia inicial, que llevó a plantear el objetivo de la fully automatic high quality translation (FAHQT). Entre los desarrollos pioneros de aquella década hay que destacar los de las universidades de Georgetown y Texas, donde se establecieron las bases de dos sistemas que todavía perduran, SYSTRAN y METAL.
- Datos: Q6123769